# Московский институт эсперанто
Московский институт эсперанто — учебное заведение, занимавшееся подготовкой эсперантистов и преподавателей эсперанто. Создан А. А. Сахаровым.

## История
4 октября 1910 года в Москве (по адресу Лубянский проезд, дом 3) официально были открыты курсы Эсперанто для взрослых под именем «Институт Эсперанто». Разрешение Российского министерства народного образования № 28144 было получено 20 октября 1909 года. Основатель, съёмщик помещения и бессменный директор Института — русский предприниматель Александр Андреевич Сахаров (1865—1942), владелец книжного магазина «Эсперанто» и главный редактор журнала «Волна Эсперанто» (эсп. «La Ondo de Esperanto»).
В Институте была принята двухуровневая система преподавания и аттестации.
Элементарный курс (16-24 уроков по 1,5 часа) для лиц, не владеющих иностранными языками и даже не совсем хорошо знакомыми с грамматикой русского языка. Здесь основное внимание обращалось на лингвистическую структуру языка Эсперанто в сравнении с русским языком и на практическое применение Эсперанто в области общения и деловой переписки. Курс был рассчитан на 2 — 3 месяца.
Специальный курс был нацелен на подготовку преподавателей. В рамках этого курса преподавались три предмета: Теория Эсперанто, История и распространение Эсперанто, Литература Эсперанто.
Институт всегда был лишь небольшой частной школой, так как ни число слушателей (около 80 в первый год, около 50 — в последующие годы), ни число преподавателей (максимум 6 — 7, включая самого А. Сахарова), ни масштабы его деятельности не были особенно большими.
Плата за обучение составляла 4 руб./мес. при 2 занятиях в неделю. Приём экзаменов у самостоятельно освоивших программу элементарного курса — 5 руб., программу специального курса — 10 рублей. Экзамен на право преподавания (проводился только на Эсперанто) состоял из двух частей: письменной (автобиография и очерк на одну из заданных тем) и устной (чтение, перевод, пересказ отрывков текстов из «Fundamenta krestomatio»; этимологический и синтаксический анализ отдельных фраз; история Эсперанто и его литературы; планирование и проведение типового занятия).
После большевистской революции (1917 года) Институт уже не мог нормально функционировать, особенно после того как были конфискованы книжный магазин (финансовая база всего предприятия А. Сахарова) и помещение Института.
Фактически он прекратил свою деятельность в период гражданской войны и экономической разрухи в России, хотя ещё в 1921 году состоялось несколько заседаний педсовета, было организовано несколько кружков по изучению языка в ряде московских школ и т. п. Любые попытки получить помощь со стороны государства оказались безуспешными. Всё закончилось в 1924 г., когда сильный пожар уничтожил обширные архивы Института и журнала «La Ondo de Esperanto».